# Angela Melillo
Angela Melillo (ur. 20 czerwca 1967 w Rzymie) – włoska aktorka, modelka i subretka.

## Telewizja

### Tancerka
- Cocco (Rai 2, 1989)
- Stasera mi butto (Rai 2, 1990)
- Crème Caramel (Rai 1, 1991-1992)
- Il TG delle vacanze (Canale 5, 1991-1992)
- Scherzi a parte (Italia 1, 1992)
- Il grande gioco dell'oca (Rai 2, 1993)
- Una voce per Sanremo (Tmc, 1993)
- Saluti e baci (Rai 1, 1993)
- Bucce di banana (Rai 1, 1994)
- Beato tra le donne (Rai 1, 1994)
- Rose Rosse (Canale 5, 1996)
- Gran Caffè (Canale 5, 1998)
- La zingara (Rai 1, 1999)

### Other
- Il grande gioco del Mercante in fiera (Tmc, 1996)
- Alle due su Rai Uno (Rai 1, 1999-2000) –
- Sereno variabile (Rai 2, 2001) –[1]
- Marameo (Canale 5, 2002)
- Mi consenta (Canale 5, 2003)
- La Talpa (Rai 2, 2004) – uczestniczka, zwyciężyła
- Domenica in (Rai 1, 2004-2005) – Co-presenter
- Facce ride Show (Rete 4, 2006)
- Bellissima - Cabaret anti crisi (Canale 5, 2009)
- TV Mania (Rai 2, 2010) – stały gość

## Filmografia

### Telewizja
- La casa delle beffe 2000 – miniserial TV – Canale 5
- La palestra 2003 – film TV – Canale 5 – jako Valentina
- Il maresciallo Rocca 5 2005 – TV, 2 odcinki – Rai 1 – jako Elena Neccini
- Sottocasa 2006 – TV – Rai 1 – jako Tiziana Palme
- Don Matteo 2006 – TV, 1 episode – Rai 1 – jako Marina
- La figlia di Elisa – Ritorno a Rivombrosa 2007 – miniserial TV, 8 odcinków – Canale 5 – jako Princess Luisa di Carignano

### Kino
- Impotenti esistenziali, reż. Giuseppe Cirillo (2009)
- Al posto tuo, reż. Max Croci (2016)